# Opéra de Québec

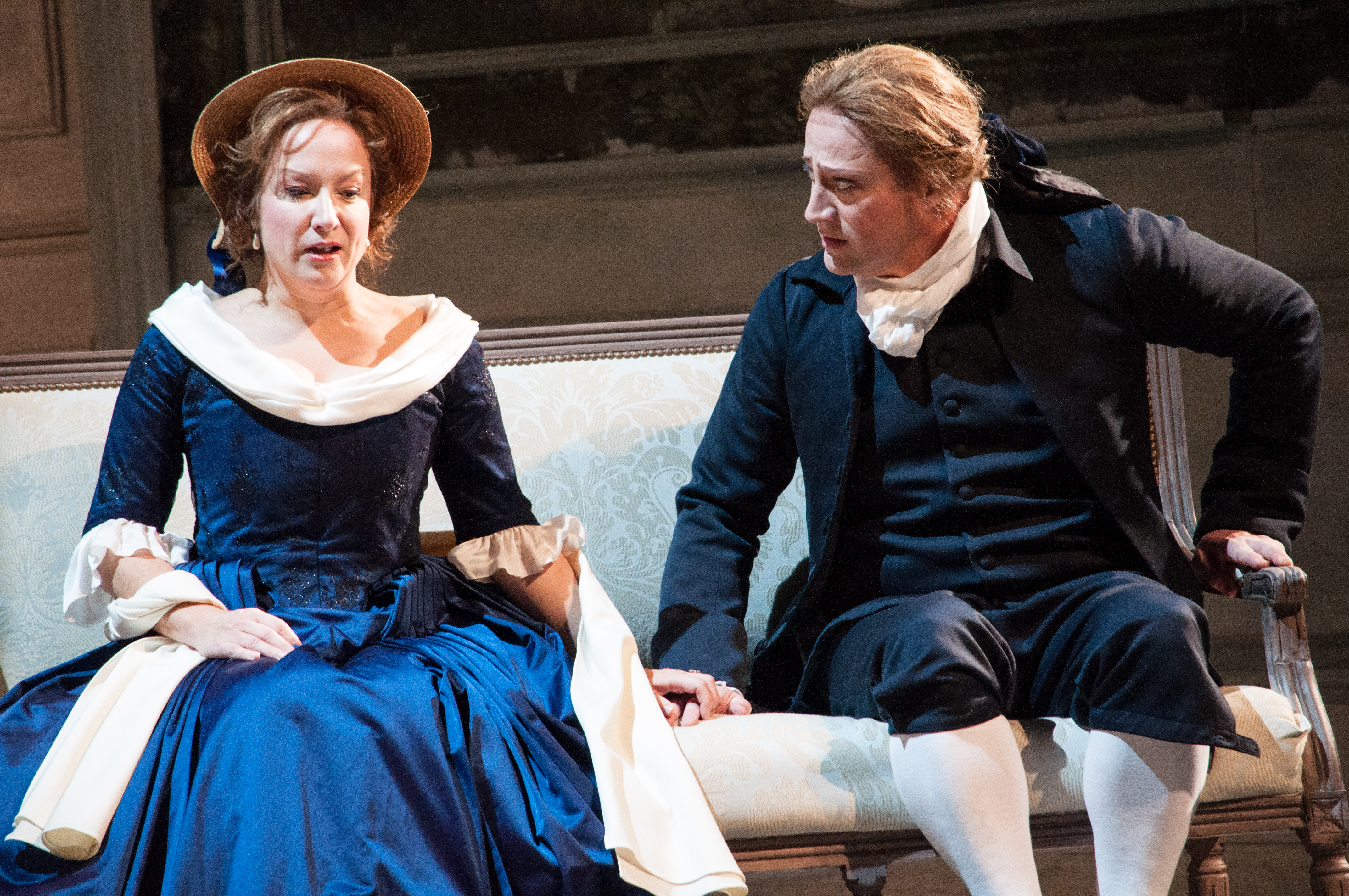
Werther de Massenet à l'Opéra de Québec, octobre 2018

 (juin 2023).
Ne doit pas être confondu avec Opéra national du Québec.
L'Opéra de Québec est une maison d'opéra créée en 1984 dans le but de soutenir la production d'opéras à Québec. Depuis  sa première production, Madame Butterfly présenté en 1985, il présente deux ou trois spectacles par année.
L'Opéra est associé à l'Orchestre symphonique de Québec et se produit à la salle Louis-Fréchette du Grand Théâtre de Québec.

## Direction

### Directeurs artistiques
- Guy Bélanger  1984 – 1994
- Bernard Labadie  1994 – 2003
- Grégoire Legendre, c.m.  2003 – 2020
- Jean-François Lapointe 2021 – 2025
- Grégoire Legendre, c.m. (Direction intérim) 2025 -

### Présidents du conseil d'administration
- Paul-A. Audet  1984 – 1992
- Pierre Boutet  1992 – 1995
- Séverin Lachapelle 1995 – 1999
- Marcel Jobin  1999 – 2004
- Pierre Lamontagne 2004 – 2010
- Gaston Déry  2010 – 2015
- Pierre A. Goulet 2015 –

## Prix et distinctions
En 2008 :  Médaille du 400e anniversaire de la Ville de Québec.
En 2009 :  Prix Ville de Québec pour la venue du Concours international de chant de Plácido DOMINGO Operalia en 2008.
En 2011 :
- Grégoire Legendre, directeur général et artistique de l’Opéra de Québec et Gaston Déry, président du conseil d’administration de l’Opéra de Québec ont été nommés conjointement Lauréat Le Soleil / Radio-Canada pour l’organisation du premier Festival international d’opéra de Québec;
- le Festival d’opéra de Québec a reçu le Prix Opus 2011 « Concert de l’année – Québec » du Conseil québécois de la musique pour Le Rossignol et autres fables de Stravinsky, mis en scène par Robert Lepage.

En 2012, lors de la remise des prix d’excellence des arts et de la culture :
- Grégoire Legendre a reçu le Prix du développement culturel du Conseil de la culture (Prix François-Samson);
- le président du conseil d’administration, Gaston Déry et la firme Roche ltée – Groupe conseil ont obtenu le Prix Arts et Affaires de la Chambre de commerce et d’industrie de Québec – Grande entreprise pour son implication auprès de l’Opéra de Québec;
- le Prix de la Fondation de l’Opéra de Québec a été attribué à Robert Lepage pour l’excellence de sa mise en scène de l’opéra The Tempest.

En 2013, lors de la remise des Prix Opus du Conseil québécois de la musique :
- Le Festival d’opéra de Québec et The Tempest ont reçu le Prix Opus 2012 « Concert de l’année – Québec »;
- Le Festival d’opéra de Québec et The Tempest ont reçu le Prix Opus 2012 « Événement musical de l’année ».
- Grégoire Legendre est également récipiendaire du Prix Opus 2012 « Directeur artistique de l’année » soulignant tant les efforts que la vision de cet homme qui mène l'Opéra de Québec.